# 1896 dans les chemins de fer
chronologie des chemins de fer
1895 dans les chemins de fer - 1896 - 1897 dans les chemins de fer

## Événements
- 15 janvier : création d’un ministère austro-hongrois des chemins de fer (de).
- 18 mai, France : ouverture à l'exploitation du Tramway de Saint-Romain-de-Colbosc dans le département de Seine-Inférieure (Seine-Maritime).
- 31 mai, France : ouverture à l'exploitation de la Ligne de Saint-Pierre-du-Vauvray aux Andelys dans le département de l'Eure.
- 2 août, France : ouverture de la ligne Carhaix - Rosporden sur le Réseau breton.
- 8 septembre (27 août du calendrier julien) : la Banque russo-chinoise obtient de construire et d’exploiter pendant quatre-vingts ans un chemin de fer en Mandchourie (ligne directe Tchita-Vladivostok) puis de prolonger la ligne jusqu’à Port-Arthur (15 mars 1898)[1].
- 15 septembre, Texas : l'organisation d'une collision frontale entre deux trains à vapeur comme spectacle devant 40 000 personnes fait au moins deux morts, ainsi que de nombreux blessés.